# Henry Moore Teller
Henry Moore Teller (23 de mayo de 1830 - 23 de febrero de 1914) fue un político de Colorado, senador de Estados Unidos entre 1876-1882 y 1885-1909. También se desempeñó como Secretario del Interior entre 1882 y 1885. 
Estudió Leyes, y fue admitido a la barra en Binghamton, Nueva York, en 1858; se mudó a Illinois en 1858 y a Colorado en 1861, donde fue mayor general de la milicia de la Unión, durante la Guerra de Secesión, desde 1862 hasta 1864.
Se opuso firmemente a la Ley de Dawes, la cual propiciaba la división de las tierras colectivas de los nativos en parcelas de propiedad individual y su asimilación. Denunció que fue una ley dirigida a obligar a los indios a renunciar a sus tierras de manera que así se podría vender a los colonos blancos. En 1881, Teller dijo que la disolución de la propiedad colectiva era una política "para despojar a los indígenas de sus tierras y convertirlos en vagabundos". Su defensa enérgica de los derechos territoriales indígenas contrastó con su oposición a las costumbres tradicionales de los indios a tal punto que como Secretario del Interior en 1883 aprobó un código que pretendía prohibir varias actividades propias de las culturas nativas.
En la Convención Nacional Republicana de 1896 en San Louis, lideró la revuelta contra la plataforma del partido y en favor del bimetalismo
Fue el principal promotor de la Enmienda Teller, ley de 1898 que prohibía al gobierno de Estados Unidos ejercer soberanía, jurisdicción o control sobre Cuba, excepto para la pacificación de la isla.